# Trzęsienie ziemi na Jawie (lipiec 2006)
Trzęsienie ziemi, które dotknęło indonezyjską wyspę Jawa 17 lipca 2006 r. o godzinie 8:24 UTC (15:24 czasu lokalnego) miało magnitudę 7,7.
Według U.S. Geological Survey epicentrum tego trzęsienia ziemi było położone w punkcie o współrzędnych geograficznych 9,295° szerokości geograficznej południowej i 107,347° długości geograficznej wschodniej, a hipocentrum znajdowało się 48,6 km pod dnem morza.
Fale tsunami, które były bezpośrednim następstwem trzęsienie ziemi uderzyły w pas wybrzeża wyspy Jawa o długości 177 km, niszcząc okolice nadmorskie w okolicach miasta Pangandaran. W wyniku trzęsienia ziemi zginęło 668 osób, a 9300 osób zostało rannych.